# Nsingmbongo
Nsingmbongo est un village du Cameroun, rattaché à la commune de Nyanon, situé dans le département de la Sanaga-Maritime et la région du Littoral, situé sur la route de Nyanon vers Nyaho, à 10 km de Nyanon.

## Population et développement
En 1967, la population de Nsingmbongo était de 112 habitants, essentiellement des Basso. La population de Nsingmbongo était de 653 habitants dont 316 hommes et 337 femmes, lors du recensement de 2005.  